# Basil van Rooyen
Basil van Rooyen, južnoafriški dirkač Formule 1, * 19. april 1939, Johannesburg, Južnoafriška unija, † 14. september 2023, Novi Južni Wales, Avstralija.
Basil van Rooyen je debitiral v sezoni 1968 na domači in prvi dirki sezone za Veliko nagrado Južne Afrike, ko je z dirkalnikom Cooper T79 odstopil v dvaindvajsetem krogu zaradi odpovedi motorja. Drugi in zadnjič je nastopil v Formuli 1 na domači dirki za Veliko nagrado Južne Afrike v naslednji sezoni 1969, ko je z dirkalnikom McLaren M7A ponovno odstopil, tokrat v dvanajstem krogu zaradi odpovedi zavornega sistema.

## Popolni rezultati Formule 1
(legenda) (odebeljene dirke pomenijo najboljši štartni položaj, poševne pa najhitrejši krog, †-uvrščen kljub odstopu)
| Leto | Moštvo        | Šasija      | Motor             | 1       | 2   | 3   | 4   | 5   | 6   | 7   | 8   | 9   | 10  | 11  | 12  | Prv | Toč |
| ---- | ------------- | ----------- | ----------------- | ------- | --- | --- | --- | --- | --- | --- | --- | --- | --- | --- | --- | --- | --- |
| 1968 | John Love     | Cooper T79  | Climax Straight-4 | JAR Ret | ŠPA | MON | BEL | NIZ | FRA | VB  | NEM | ITA | KAN | ZDA | MEH | -   | 0   |
| 1969 | Moštvo Lawson | McLaren M7A | Cosworth V8       | JAR Ret | ŠPA | MON | NIZ | FRA | VB  | NEM | ITA | KAN | ZDA | MEH |     | -   | 0   |